# Distretto di Oroszlány
Il distretto di Oroszlány (in ungherese Oroszlányi járás) è un distretto dell'Ungheria, situato nella provincia di Komárom-Esztergom.